# 최원정
최원정(崔媛禎, 1975년 12월 15일 ~ )은 대한민국의 KBS 아나운서이다.

## 학력
- 1994 ~ 1998 : 연세대학교 정치외교학과 학사 (1994학번)
- 연세대학교 대학원 정치외교학 석사

## 경력
| 연도            | 사항                                         |
| --------------- | -------------------------------------------- |
| 2000.4 ~        | KBS 아나운서실 아나운서 공채 26기 입사       |
| 2000.5 ~ 2001.2 | KBS춘천방송총국 편성제작국 아나운서 지역근무 |
| 2001.3 ~        | KBS 아나운서실 아나운서 본사로 복귀함        |
| 2016            | 세계기록총회(ICA) 홍보대사                   |
| 2022 ~ 2023.11  | KBS 편성본부 아나운서실 아나운서2부장        |

## 진행 프로그램

### TV
| 연도        | 방송사 | 제목                      | 담당               | 진행기간                            | 비고 |
| ----------- | ------ | ------------------------- | ------------------ | ----------------------------------- | --- |
| 2001        | KBS2   | 도전! 골든벨              | 진행               | 2001년 5월 25일 ~ 2001년 11월 2일   | 86회 인천 남구 학익고~ 108회(첫도전) 경남 거창군 거창대성고 KBS 2TV 방송편성 진행 당시                            |
| 2001 ~ 2004 | KBS1   | 도전! 골든벨              | 진행               | 2001년 11월 11일 ~ 2004년 5월 2일   | 109회 충남 천안시 천안고 ~ 223회(제주지역) 제주 서귀포시 남주고 KBS 1TV 방송시간 및 채널 변경 이후 편성 진행 당시 |
| 2007        | KBS1   | 도전! 골든벨              | 특별출연 및 참가자 | 2007년 11월 25일                    | 400회 특집 전국 고교 최강전                                                                                       |
| 2011        | KBS1   | 도전! 골든벨              | 문제출제           | 2011년 4월 17일                     | 570회 경남 거창군 거창대성고(재도전) 편 문제출제                                                                  |
| 2013        | KBS1   | 도전! 골든벨              | 문제출제           | 2013년 8월 11일                     | 683회 경남 밀양시 밀성고 (재도전) 편 문제출제                                                                     |
| 2020        | KBS1   | 도전! 골든벨              | 특별출연           | 2020년 4월 19일                     | 스페셜 방송 2부 - 회차 없이 방송편성함                                                                            |
| 2003 ~ 2004 | KBS2   | 성공예감 경제특종         | 진행               | 2003년 11월 6일 ~ 2004년 10월 28일  | 고승덕 변호사와 함께 진행                                                                                         |
| 2003 ~ 2004 | KBS2   | 생방송 세상의 아침        | 진행               | 2003년 6월 23일 ~ 2004년 10월 29일  | 평일 |
| 2002 ~ 2003 | KBS2   | 사랑의 가족               | 진행               | 2002년 5월 11일 ~ 2003년 11월 2일   | |
| 2003 ~ 2007 | KBS1   | KBS 뉴스 9                | 진행               | 2003년 12월 20일 ~ 2007년 3월 4일   | 주말 |
| 2004 ~ 2005 | KBS1   | 세상은 넓다               | 진행               | 2004년 11월 1일 ~ 2005년 5월 4일    | |
| 2005 ~ 2007 | KBS1   | 6시 내고향                | 진행               | 2005년 5월 9일~2007년 3월 30일      | [ 8 ] |
| 2023        | KBS1   | 6시 내고향                | 특별출연           | 2023년 9월 1일                      | 7864회(방송의 날 특집 및 시청자주간 기획) [출장 내고향 요리사] 《다시 한번 백년 가약》(충북 충주시)               |
| 2023        | KBS1   | 6시 내고향                | 임시 내레이션      | 2023년 10월 5일                     | 7884회 [청산에 살리라] 《우리가 찾은 행복》 (충북 충주시)(7884회)                                                 |
| 2007 ~ 2008 | KBS1   | KBS 뉴스광장              | 진행               | 2007년 11월 10일 ~ 2008년 11월 15일 | 토요일 |
| 2008        | KBS1   | KBS 930 뉴스              | 임시앵커           | 5월 19일 ~ 5월 24일                 | 평일 |
| 2007 ~ 2009 | KBS1   | 국악한마당                | 진행               | 2007년 11월 10일 ~ 2009년 4월 18일  | |
| 2008 ~ 2011 | KBS2   | 낭독의 발견               | 진행               | 2008년 3월 13일 ~ 2011년 5월 26일   | |
| 2008 ~ 2010 | KBS2   | 여유만만                  | 진행               | 2008년 4월 7일 ~ 2010년 12월 31일   | |
| 2011        | KBS2   | 명작 스캔들               | 진행               | 1월 일자 미상 ~ 3월 11일            | [ 12 ] |
| 2013 ~ 2014 | KBS1   | 대한민국 행복발전소       | 진행               | 2013년 4월 10일 ~ 2014년 4월 2일    | |
| 2013 ~ 2024 | KBS1   | 역사저널 그날             | 진행               | 2013년 10월 26일 ~ 2024년 2월 11일  | 1기: 총 156회 (특집 방송분 포함) , 2기: 총 37회 , 3기: 총 132회                                                   |
| 2015        | KBS1   | 70년의 세월 70가지 이야기 | 진행               |                                     | |
| 2015 ~ 2022 | KBS1   | 이웃집 찰스               | 진행               | 2015년 12월 8일 ~ 2022년 5월 31일   | |
| 2017        | KBS1   | KBS 스페셜 (신)           | 내레이션           | 6월 9일                             | 102회 6월 항쟁 30주년 특집 시민의 탄생(2) - 광장의 기억                                                           |
| 2019        | KBS1   | 다큐세상                  | 내레이션           | 3월 22일                            | 스마트 농업, 미래를 열다 - 1부 미래의 농업의 열쇠, 첨단기술                                                       |
| 2019        | KBS1   | 다큐세상                  | 내레이션           | 3월 24일                            | 스마트 농업, 미래를 열다 - 2부 농업, 새로운 활로를 찾아라                                                         |
| 2019        | KBS1   | 인간극장                  | 임시 내레이션      | 8월 26일 ~ 8월 30일                 | 개미와 베짱이 1부 ~ 5부 (5부작)                                                                                   |
| 2019        | KBS1   | 인간극장                  | 임시 내레이션      | 9월 2일 ~ 9월 6일                   | 시인과 주방장 1부 ~ 5부 (5부작)                                                                                   |
| 2019 ~ 2020 | KBS1   | 정치합시다                | 진행               |                                     | |
| 2021 ~ 2022 | KBS1   | 정치합시다                | 진행               |                                     | |
| 2020        | KBS1   | 아침마당                  | 출연               | 2020년 11월 2일                     | 8746회 <KBS 일당백 교양 있는 아나운서들>                                                                          |
| 2016~       | KBS2   | 영상앨범 산               | 내레이션           |                                     | |
| 2017~       | KBS2   | 트레킹노트 세상을 걷다    | 내레이션           |                                     | |
| 2024        | KBS1   | KBS 뉴스 7                | 진행취소           | 2024년 5월 20일                     | [ 17 ] |

### 드라마
| 연도 | 방송사 | 제목            | 담당         | 진행기간 | 비고            |
| ---- | ------ | --------------- | ------------ | -------- | --------------- |
| 2009 | KBS2   | 솔약국집 아들들 | 프로그램 MC  |          | 드라마 특별출연 |
| 2020 | KBS2   | 좀비탐정        | 추적 70분 MC |          | 특별출연        |

## 라디오
| 연도                      | 방송사                       | 제목                 | 담당                 | 진행기간 | 비고 |
| ------------------------- | ---------------------------- | -------------------- | -------------------- | -------- | ---- |
| 2007 ~ 2008               | KBS 2FM                      | 이지애의 상쾌한 아침 | 진행                 |          |      |
| 2015 ~ 2017 / 2018 ~ 2019 | KBS 1라디오                  | 빅데이터로 보는 세상 |                      |          |      |
| 2024 ~ 2025               | KBS 한민족방송, KBS 클래식FM | 국악의 향기          |                      |          |      |
| 2025 ~                    | KBS 1라디오                  | 작은 서점            | 월요일 ~ 수요일 진행 |          |      |